# Мікела Фіджині
Мікела Фіджині (італ. Michela Figini) — швейцарська гірськолижниця, олімпійська чемпіонка та медалістка, чемпіонка світу та призерка чемпіонатів світу.
Золоту олімпійську медаль та звання олімпійської чемпіонки Фіджині виборола в швидкісному спуску на Олімпіаді 1984 року, що проходила в Сараєво. Через чотири роки, в Калгарі, вона була другою в супергігантському слаломі, що принесло їй срібну олімпійську медаль.
Фіджині двічі здобувала великий кришталевий глобус переможниці кубка світу в загальному заліку, 4 рази малий кришталевий глобус за перемогу в заліку швидкісного спуску, й один за залік супергіганту. На її рахунку 26 перемог на етапах кубка світу: 17 у швидкісному спуску, 3 в супергіганті, 2 в гігантському слаломі та 4 в комбінації.
Після завершення активної спортивної кар'єри Фіджині працювала телекоментатором.

## Зовнішні посилання
- Досьє на сайті Міжнародної федерації лижних видів спорту

## Виноски
1. 1 2  Olympedia — 2006.
2. ↑  Sarajevo 1984 Official Report (PDF). Organising Committee of the XlVth Winter Olympic Games 1984 at Sarajevo. LA84 Foundation. 1984. Архів оригіналу (PDF) за 13 листопада 2018. Процитовано 3 січня 2014.
3. ↑  Calgary 1988 Official Report (PDF). XV Olympic Winter Games Organizing Committee. LA84 Foundation. 1988. Архів оригіналу (PDF) за 18 вересня 2018. Процитовано 3 січня 2014.
4. ↑  Alpine Skiing at the 1988 Calgary Winter Games: Women's Super G. Sports Reference. Архів оригіналу за 17 квітня 2020. Процитовано 25 березня 2018.